# 23 września
23 września jest 266. (w latach przestępnych 267.) dniem w kalendarzu gregoriańskim. Do końca roku pozostaje 99 dni.

## Święta
- Imieniny obchodzą: Adamnan, Andrzej, Antoni, Bernardyna, Boguchwała, Bogufała, Bogusław, Elżbieta, Jan, Konstancjusz, Krzysztof, Lina, Linus, Liwiusz, Piotr, Pius, Poliksena, Projektus, Tekla, Wiercisław, Zachariasz, Zachary i Zofia.
- Dzień tradycyjnie uznawany za pierwszy dzień astronomicznej jesieni. Początek astronomicznej jesieni następuje w momencie równonocy jesiennej, która wypada najczęściej 22 albo 23 września.
- Międzynarodowe:
  - Międzynarodowy Dzień Języków Migowych[1]
  - Międzynarodowy Dzień Widoczności Osób Biseksualnych
- Święto Plonów, Dożynki: etniczne święto słowiańskie – równonoc jesienna
- Arabia Saudyjska – Święto Zjednoczenia Królestwa
- Według kalendarza hinduskiego pierwszy dzień miesiąca Asvina
- Wspomnienia i święta w Kościele katolickim[2][3] obchodzą:
  - św. Adamnan (opat)
  - św. Elżbieta i św. Zachariasz (rodzice św. Jana Chrzciciela)
  - bł. Emilia Tavernier Gamelin (zakonnica)
  - św. Linus (papież)
  - o. Pio z Pietrelciny (prezbiter, kapucyn i stygmatyk)
  - św. Projektus, biskup Imoli
  - św. Tekla (męczennica)
  - bł. Józef Stanek (pallotyn, męczennik)
  - bł. Bernardyna Maria Jabłońska (albertynka)
  - bł. Maria Emilia Tavernier Gamelin (zakonnica)
  - święte Ksantypa i Poliksena
  - bł. Piotr Acotanto (zm. ok. 1180; benedyktyn rekluz)

## Wydarzenia w Polsce

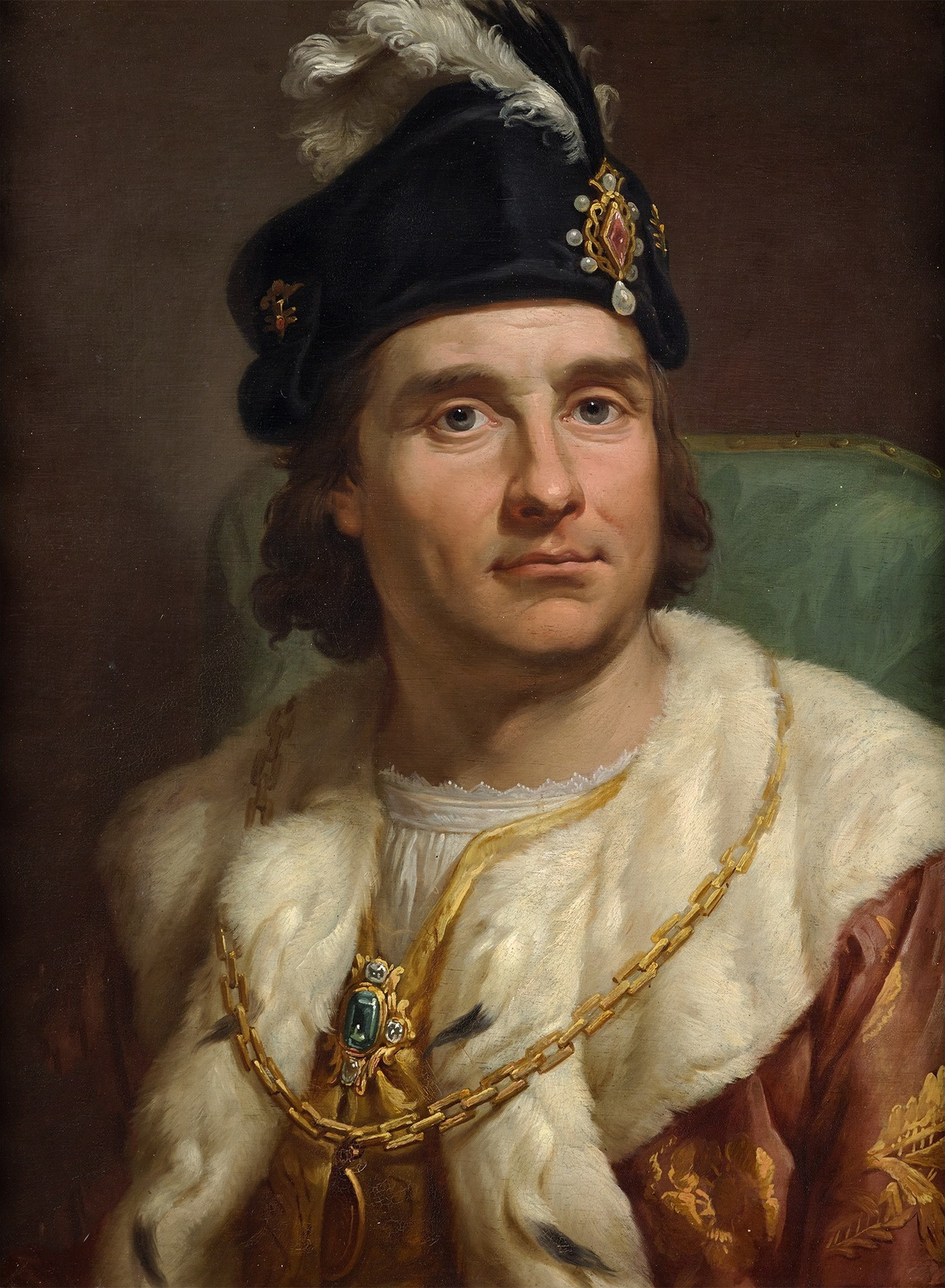
Król Jan I Olbracht na obrazie Marcello Bacciarellego

- 1492 – Jan I Olbracht został koronowany na Wawelu na króla Polski.
- 1617 – Zawarto polsko-turecki traktat w Buszy, na mocy którego Rzeczpospolita zrzekła się swoich wpływów w Mołdawii i zobowiązywała się do powstrzymania kozaków.
- 1620 – W pożarze Drawska Pomorskiego spłonęło 300 domów, kościół, ratusz wraz z całym archiwum miejskim, szkoła i młyny z zapasami mąki i zboża. Poważnie uszkodzone zostały dwie bramy miejskie i jeden z mostów.
- 1648 – Powstanie Chmielnickiego: rozpoczęła się bitwa pod Piławcami.
- 1651 – Powstanie Chmielnickiego: nierozstrzygnięta bitwa pod Białą Cerkwią.
- 1699 – Z terytorium Polski było widoczne całkowite zaćmienie Słońca.
- 1720 – Założono Towarzystwo Literackie w Gdańsku.
- 1771 – Konfederacja barska: zwycięstwo wojsk rosyjskich w bitwie pod Stołowiczami.
- 1805 – Papież Pius VIII utworzył diecezję lubelską.
- 1831 – W płockim ratuszu odbyło się ostatnie posiedzenie powstańczego Rządu Narodowego i Sejmu Królestwa Polskiego.
- 1893 – Została spisana tzw. Przepowiednia z Tęgoborzy.
- 1898 – W Szczecinie odsłonięto pomnik Sediny.
- 1905:
  - Późniejszy prymas Polski August Hlond otrzymał święcenia kapłańskie.
  - W Stoczni Cesarskiej w Gdańsku zwodowano lekki krążownik SMS „Danzig”.
- 1922 – W związku z problemami z korzystaniem z portu w Wolnym Mieście Gdańsku Sejm RP upoważnił rząd do budowy portu morskiego w Gdyni.
- 1924 – Koło Łunińca (obecnie na Białorusi) 40-osobowy oddział sowiecki pod dowództwem czekisty Kiryłła Ostrowskiego dokonał napadu na pociąg, zabijając stawiającego opór żydowskiego kupca oraz okradając pasażerów i wagon pocztowy.
- 1934:
  - Franciszek Hynek i Władysław Pomaski wygrali odbywające się w Polsce zawody balonowe o Puchar Gordona Bennetta.
  - Otwarto stadion na poznańskim Dębcu. W meczu inauguracyjnym Lech Poznań wygrał z Wartą Poznań 4:0.
- 1939 – Kampania wrześniowa:
  - Mjr Henryk Dobrzański ps. Hubal sformował w Górach Świętokrzyskich pierwszy oddział partyzancki.
  - Niemcy rozstrzelali w Lublinie 23 przedstawicieli polskiej inteligencji.
  - Zwycięska bitwa pod Krasnobrodem.
  - Wojska niemieckie przekazały Drohobycz Armii Czerwonej.
- 1942:
  - Zamieszkana w większości przez Ukraińców wieś Kortelisy na Wołyniu została kompletnie zniszczona, a prawie wszyscy mieszkańcy (2892 osoby) wymordowani przez Niemców. Ofiarą tej samej akcji pacyfikacyjnej padły również sąsiednie wsie Borki, Zabłocie i Borysówka.
  - Zlikwidowano getto żydowskie w Szydłowcu.
- 1943 – Rozpoczęła się likwidacja getta żydowskiego w Wilnie.
- 1944:
  - 54. dzień powstania warszawskiego: pogorszyła się sytuacja wojska i ludności na Żoliborzu, który został zbombardowany.
  - Dekretem PKWN został wydany Kodeks Karny Wojska Polskiego.
- 1962 – Jan Kudra wygrał 19. Tour de Pologne.
- 1976 – Powstał Komitet Obrony Robotników (KOR).
- 1980 – Premiera filmu wojennego Urodziny młodego warszawiaka w reżyserii Ewy i Czesława Petelskich.
- 1991 – W Poznaniu odbył się pierwszy polski koncert zespołu Deep Purple.
- 2001 – Odbyły się wybory parlamentarne, w których zwyciężyła koalicja SLD-UP.
- 2004 – W warszawskim kinie Atlantic 21 z początkowych 60 osób w wieku od 18 do 40 lat obejrzało w ciągu 73 godzin 40 filmów, ustanawiając tym samym rekord Guinnessa w oglądaniu filmów non stop.
- 2005 – Na Giełdzie Papierów Wartościowych w Warszawie zadebiutowały akcje PGNiG.
- 2013 – Na Giełdzie Papierów Wartościowych w Warszawie wprowadzono indeks WIG30.
- 2016 – W trakcie Synodu Kościoła Zielonoświątkowego w RP dotychczasowy prezbiter naczelny Kościoła bp Marek Kamiński został wybrany na kolejną, trzecią kadencję.
- 2017 – W Warszawie odsłonięto pomnik gen. Stanisława Sosabowskiego[4].
- 2024 – Lokomotywa wielosystemowa serii EU200 weszła do służby liniowej, obsługując pierwszy pociąg pasażerski przewoźnika PKP Intercity IC 1510/1 „Słowiniec” relacji Warszawa Zachodnia – Gdynia Główna[5].

## Wydarzenia na świecie
- 867 – Współregent Cesarstwa Bizantyńskiego Bazyli I Macedończyk zamordował Michała III Metystesa i zasiadł na tronie cesarskim, dając początek dynastii macedońskiej.
- 1122 – Papież Kalikst II i cesarz Henryk V Salicki zawarli konkordat wormacki, co zakończyło tzw. spór o inwestyturę.
- 1386 – Mircza Stary został hospodarem wołoskim.
- 1409 – Zwycięstwo wojsk mongolskich nad siłami chińskiej dynastii Ming w bitwie nad rzeką Kerulen.
- 1459 – Wojna Dwóch Róż: Yorkowie pokonali Lancasterów w bitwie pod Blore Heath.
- 1568 – Zwycięstwo floty hiszpańskiej nad angielską w bitwie pod San Juan de Ulúa w Meksyku.
- 1608 – Wojska polsko-litewskie na czele z Janem Piotrem Sapiehą i Aleksandrem Lisowskim rozpoczęły nieudane, 16-miesięczne oblężenie prawosławnego klasztoru Troicko-Siergijewskiego pod Moskwą.
- 1642 – Angielska wojna domowa: zwycięstwo Rojalistów w bitwie pod Powick Bridge.
- 1669 – Cesarz niemiecki Leopold I Habsburg założył Uniwersytet w Zagrzebiu.
- 1795 – Rewolucja francuska: Termidorianie doprowadzili do uchwalenia trzeciej konstytucji w dziejach Francji.
- 1798 – Została zdławiona rewolucja irlandzka.
- 1803 – Zwycięstwo wojsk brytyjskich nad siłami Imperium Marathów w bitwie pod Assaye w Indiach.
- 1806 – Zakończyła się ekspedycja Meriwethera Lewisa i Williama Clarka, pierwsza, która drogą lądową na zachód poprzez kontynent północnoamerykański dotarła do wybrzeża Pacyfiku.
- 1821 – Wojna o niepodległość Grecji: wojska greckie zdobyły miasto Tripoli na Peloponezie i dokonały masakry 32 tysięcy Turków i Żydów.
- 1832 – Oddano do użytku Most Marlow nad Tamizą, łączący Marlow w hrabstwie Buckinghamshire z Bisham w hrabstwie Berkshire.
- 1846:
  - Niemiecki astronom Johann Gottfried Galle odkrył Neptuna w miejscu wskazanym przez francuskiego matematyka i astronoma Urbaina Le Verriera.
  - Wojna amerykańsko-meksykańska: zwycięstwo wojsk amerykańskich w bitwie pod Monterrey.
- 1850 – Na polecenie papieża Piusa IX w bazylice w Asyżu wydobyto spod ołtarza głównego i otwarto sarkofag z ciałem zmarłej w 1253 roku św. Klary, które nie nosiło żadnych śladów rozkładu.
- 1853 – Charles-Mathias Simons został premierem Luksemburga.
- 1862:
  - Otto von Bismarck został premierem Prus.
  - Radama II został koronowany na króla Madagaskaru.
  - Rosyjski pisarz Lew Tołstoj ożenił się z Zofią Bers.
  - Wojska amerykańskie odniosły decydujące zwycięstwo w bitwie nad Wood Lake w trakcie wojny z Dakotami.
- 1868 – Portoryko ogłosiło niepodległość (od Hiszpanii).
- 1880 – Jules Ferry został premierem Francji.
- 1885 – Austriacki chemik Carl Auer von Welsbach opatentował tzw. koszulkę Auera, stosowaną jako żarnik w lampach gazowych.
- 1889 – Założono japońską firmę Nintendo.
- 1895 – We francuskim Limoges powołano Powszechną Konfederację Pracy.
- 1900 – Feldmarszałek Alfred von Waldersee został głównodowodzącym międzynarodowych sił mających stłumić powstanie bokserów w Chinach.
- 1901:
  - Niemiecki chirurg Georg Kelling przeprowadził na psie, przy użyciu cystoskopu Nitzego, pierwszy w historii zabieg laparoskopowy.
  - W Buffalo rozpoczął się proces Leona Czolgosza, zabójcy prezydenta USA Williama McKinleya.
- 1903 – Założono niemiecki klub piłkarski SpVgg Greuther Fürth.
- 1908 – Założono Uniwersytet Alberty w kanadyjskim Edmonton.
- 1910 – Peruwiańsko-francuski pilot Jorge Chávez Dartnell na samolocie Bleriot XI przeleciał po raz pierwszy nad Alpami, ulegając jednak wypadkowi podczas podchodzenia do lądowania we włoskiej miejscowości Domodossola. W wyniku odniesionych obrażeń zmarł 27 września w szpitalu.
- 1911 – Zwodowano francuski okręt podwodny „Volta”
- 1912 – Założono prywatny Uniwersytet Rice’a w amerykańskim Houston.
- 1913 – Francuski pilot Roland Garros jako pierwszy przeleciał nad Morzem Śródziemnym.
- 1918 – Wojna domowa w Rosji: w Ufie powołano antybolszewicki Ogólnorosyjski Rząd Tymczasowy.
- 1919 – Założono portugalski klub sportowy CF Os Belenenses.
- 1920 – Alexandre Millerand został prezydentem Francji.
- 1923:
  - Podczas odbywających się w Belgii XII zawodów balonowych o Puchar Gordona Bennetta 3 balony zostały trafione przez pioruny, w wyniku czego zginęło 5 zawodników.
  - Rada Ligi Narodów oficjalnie przyznała Wielkiej Brytanii mandat Palestyny.
  - W Bułgarii wybuchło powstanie wrześniowe, zainicjowane przez Bułgarską Partię Komunistyczną w odpowiedzi na prawicowo-wojskowy zamach stanu.
- 1927:
  - Niemcy przystąpiły do Międzynarodowego Trybunału Rozjemczego w Hadze.
  - Premiera filmu Wschód słońca w reżyserii Friedricha Murnau.
- 1929 – Juozas Tūbelis został premierem Litwy.
- 1931 – Meksyk wstąpił do Ligi Narodów.
- 1932 – Powstało Królestwo Arabii Saudyjskiej.
- 1936 – Niemiecka wyprawa po raz pierwszy zdobyła himalajski szczyt Siniolchu (6888 m n.p.m.).
- 1938 – W Czechosłowacji ogłoszono powszechną mobilizację.
- 1939:
  - Do obozu koncentracyjnego w niemieckim Ravensbrück przywieziono pierwszy transport Polek.
  - Podczas Wystawy Światowej w Nowym Jorku zapieczętowano i zamurowano kapsułę czasu zawierającą m.in. 1100 mikrofilmów. Kapsuła ma zostać otwarta w 6939 roku.
- 1940 – II wojna światowa w Afryce: początek operacji operacji „Menace” – nieudanej próby desantu i zdobycia przez aliantów portu w Dakarze w Senegalu, będącego pod kontrolą kolaboracyjnego francuskiego rządu Vichy.
- 1941 – Front wschodni: w Kronsztadzie został zatopiony przez niemiecki bombowiec pancernik „Marat”, w wyniku czego zginęło 326 członków załogi.
- 1942 – Front wschodni: w trakcie bitwy stalingradzkiej żołnierze radzieccy zdobyli tzw. Dom Pawłowa.
- 1944 – Wojna na Pacyfiku: niemiecki okręt podwodny U-859 został zatopiony w Cieśninie Malakka przez brytyjską jednostkę tej samej klasy HMS „Trenchant”, w wyniku czego zginęło 47 spośród 67 członków załogi.
- 1949 – Prezydent USA Harry Truman poinformował, że jego kraj posiada dowody na przeprowadzenie przez ZSRR w ostatnich tygodniach pierwszego próbnego wybuchu bomby atomowej (doszło do niego 29 sierpnia).
- 1950 – Kongres Stanów Zjednoczonych uchwalił ustawę o działalności antyamerykańskiej (początek makkartyzm).
- 1952 – Kamil Szamun został prezydentem Libanu.
- 1953 – Frankistowskie Państwo Hiszpańskie i USA podpisały pakt madrycki, kończący okres izolacji Hiszpanii na arenie międzynarodowej, wynikającej ze zwycięstwa aliantów w II wojnie światowej nad państwami Osi, z którymi ona sympatyzowała.
- 1956 – Jordański żołnierz otworzył ogień do uczestników konferencji archeologicznej w izraelskim kibucu Ramat Rachel, zabijając 4 osoby i raniąc 17.
- 1962:
  - Lecący do Frankfurtu nad Menem, wyczarterowany przez amerykańską armię od Flying Tiger Line samolot Lockheed L-1049 Super Constellation wodował przymusowo na Atlantyku po awarii trzech z czterech silników, w wyniku czego zginęło 28 spośród 76 osób na pokładzie.
  - Premiera pierwszego odcinka amerykańskiego serialu animowanego Jetsonowie.
  - U papieża Jana XXIII zdiagnozowano raka żołądka, który doprowadził do jego śmierci 3 czerwca 1963 roku.
  - Założono węgierską grupę rockową Omega.
- 1964 – Charles Hélou został prezydentem Libanu.
- 1965 – II indyjsko-pakistańska wojna o Kaszmir: nastąpiło zawieszenie broni wynegocjowane dzięki pomocy ONZ.
- 1970 – Premiera filmu wojennego Tora! Tora! Tora! w reżyserii Richarda Fleischera.
- 1973 – Po powrocie z wygnania Juan Perón został ponownie wybrany na urząd prezydenta Argentyny.
- 1974 – BBC uruchomiła pierwszy na świecie teletekst – Ceefax.
- 1980 – W Pittsburghu w stanie Pensylwania odbył się ostatni koncert Boba Marleya.
- 1982 – Amin al-Dżumajjil został prezydentem Libanu.
- 1983:
  - 112 osób zginęło w okolicach lotniska w Abu Zabi (Zjednoczone Emiraty Arabskie) po wybuchu bomby na pokładzie Boeinga 737 należącego do linii lotniczych Gulf Air.
  - Saint Kitts i Nevis zostało członkiem ONZ.
- 1985 – W Paryżu otwarto muzeum Pabla Picassa.
- 1988 – Premiera filmu Goryle we mgle w reżyserii Michaela Apteda.
- 1992 – Premiera filmu Gorzkie gody w reżyserii Romana Polańskiego.
- 1997 – Na Słowacji utworzono Park Narodowy Płaskowyż Murański.
- 2000 – Przy użyciu Teleskopu Kanadyjsko-Francusko-Hawajskiego na Mauna Kea w archipelagu Hawajów zostały odkryte księżyce Saturna: Siarnaq i Tarvos.
- 2001 – W stanie Kerala w Indiach zakończyły się trwające z przerwami od 25 lipca opady czerwonego deszczu, który zawierał nieznane nauce żywe komórki.
- 2002 – W Belgii zalegalizowano eutanazję.
- 2003 – Przez ponad 2 godziny 3 mln mieszkańców Szwecji i Danii pozbawionych było prądu.
- 2006:
  - 38 osób (w większości kobiety i dzieci stojące w kolejce po olej) zginęło w zamachu bombowym w stolicy Iraku Bagdadzie.
  - Toomas Hendrik Ilves został wybrany przez kolegium elektorskie na urząd prezydenta Estonii, pokonując ubiegającego się o reelekcję Arnolda Rüütela.
- 2008 – 10 osób zginęło, a 3 zostały ranne w wyniku ataku uzbrojonego szaleńca na szkołę w fińskim mieście Kauhajoki. Po dokonaniu zbrodni sprawca popełnił samobójstwo.
- 2009 – 45 osób zginęło w katastrofie budowlanej w indyjskim mieście Korba.
- 2011 – Michael Sata został zaprzysiężony na urząd prezydenta Zambii.
- 2012 – Na Białorusi odbyły się wybory parlamentarne.
- 2013 – Egipskie Bractwo Muzułmańskie otrzymało sądowy zakaz działalności, a jego majątek został skonfiskowany.
- 2014 – Siły powietrzne USA, Bahrajnu, Jordanii, Kataru, Arabii Saudyjskiej i ZEA rozpoczęły bombardowania pozycji Państwa Islamskiego na terytorium Syrii.
- 2015 – Papież Franciszek kanonizował podczas mszy w Waszyngtonie XVIII-wiecznego hiszpańskiego zakonnika i misjonarza Junipera Serrę.
- 2019 – Jedno z najstarszych i największych na świecie biur podróży Thomas Cook Group ogłosiło upadłość.

## Eksploracja kosmosu
- 1966 – Na Księżycu rozbiła się amerykańska sonda Surveyor 2.
- 1976 – Zakończyła się załogowa misja kosmiczna Sojuz 22.
- 1999 – NASA utraciła łączność z sondą Mars Climate Orbiter.

## Urodzili się
- 63 p.n.e. – Oktawian August, cesarz rzymski (zm. 14)
- 1158 – Godfryd II Plantagenet, książę Bretanii (zm. 1186)
- 1161 – Takakura, cesarz Japonii (zm. 1181)
- 1215 – Kubilaj-chan, wielki chan mongolski (zm. 1294)
- 1291 – Bolesław III Rozrzutny, książę wrocławski, legnicki, brzeski, kaliski, opawski i namysłowski (zm. 1352)
- 1392 – Filip Maria Visconti, książę Mediolanu (zm. 1447)
- 1434 – Jolanta Walezjuszka, księżniczka francuska, księżna Sabaudii (zm. 1478)
- 1490 – Jan Hess, niemiecki duchowny i teolog luterański (zm. 1547)
- 1596 – Joan Blaeu, holenderski kartograf (zm. 1673)
- 1597 – Francesco Barberini, włoski kardynał (zm. 1679)
- 1598 – Eleonora Gonzaga, cesarzowa niemiecka, królowa czeska i węgierska (zm. 1655)
- 1605 – Daniel Czepko von Reigersfeld, śląski poeta, dramaturg (zm. 1660)
- 1609 – Ottavio Acquaviva d’Aragona, włoski kardynał (zm. 1674)
- 1623 – Stefano degli Angeli, włoski filozof, matematyk (zm. 1697)
- 1642 – Giovanni Maria Bononcini, włoski kompozytor, skrzypek (zm. 1678)
- 1647 – Fryderyk Magnus, margrabia Badenii-Durlach (zm. 1709)
- 1668 – Pompeo Aldrovandi, włoski kardynał (zm. 1752)
- 1674 – Karol Ludwik, książę Hohenlohe-Neuenstein-Gleichen (zm. 1756)
- 1676 – Anna Katarzyna Radziwiłłowa, kanclerzyna wielka litewska (zm. 1746)
- 1709 – Giuseppe Simonetti, włoski kardynał (zm. 1767)
- 1713 – Ferdynand VI, król Hiszpanii (zm. 1759)
- 1740 – Go-Sakuramachi, cesarzowa Japonii (zm. 1813)
- 1748 – Pierre Sorel, francuski masażysta (zm. 1812)
- 1753 – Ludwik Franciszek Andrzej Barret, francuski duchowny katolicki, męczennik, święty (zm. 1792)
- 1759 – Maria Klotylda Burbon, królowa Sardynii (zm. 1802)
- 1761 – Ifigenia od św. Mateusza, francuska sakramentka, męczennica, błogosławiona (zm. 1794)
- 1771 – Kōkaku, cesarz Japonii (zm. 1840)
- 1778 – Mariano Moreno, argentyński polityk, dyplomata, bojownik o niepodległość kraju (zm. 1811)
- 1781:
  - Charles Bagot, brytyjski dyplomata, administrator kolonialny (zm. 1843)
  - Julia Sachsen-Coburg-Saalfeld, niemiecka księżniczka (zm. 1860)
- 1782 – Maximilian zu Wied-Neuwied, niemiecki arystokrata, podróżnik, przyrodnik, etnolog (zm. 1867)
- 1783 – Peter von Cornelius, niemiecki malarz (zm. 1867)
- 1785 – Pehr George Scheutz, szwedzki prawnik, drukarz, wydawca (zm. 1873)
- 1786 – John England, amerykański duchowny katolicki, biskup Charleston pochodzenia irlandzkiego (zm. 1842)
- 1791:
  - Johann Franz Encke, niemiecki astronom (zm. 1865)
  - Theodor Körner, niemiecki poeta (zm. 1813)
- 1799 – Charles Jean-Baptiste Amyot, francuski prawnik, entomolog (zm. 1866)
- 1810 – Ferdinand von Münchhausen, pruski polityk (zm. 1882)
- 1816 – Elihu B. Washburne, amerykański polityk, dyplomata (zm. 1887)
- 1819 – Armand Fizeau, francuski fizyk (zm. 1896)
- 1823 – Sara Jane Lippincott, amerykańska poetka (zm. 1904)
- 1829 – Radama II, król Madagaskaru (zm. 1863)
- 1830 – Jabez A. Bostwick, amerykański przedsiębiorca (zm. 1892)
- 1837 – Iosif Rabinowicz, rosyjski publicysta, działacz społeczny i syjonistyczny, kaznodzieja protestancki pochodzenia żydowskiego (zm. 1899)
- 1838:
  - Robert T. Edes, amerykański psychiatra, neurolog (zm. 1923)
  - Victoria Woodhull, amerykańska feministka, dziennikarka, publicystka, polityk (zm. 1927)
- 1839 – Henryk Dorie, francuski misjonarz, męczennik, święty (zm. 1866)
- 1840 – Henri-Léopold Lévy, francuski malarz, dekorator (zm. 1904)
- 1843:
  - Emily Warren Roebling, amerykańska prawniczka, inżynier (zm. 1903)
  - Moritz Tintner, żydowski kantor, kaznodzieja, nauczyciel (zm. 1906)
- 1845 – Arnold Stiller, polski przedsiębiorca pochodzenia żydowskiego (zm. 1904)
- 1846:
  - Hieronim Kondratowicz, polski inżynier górnictwa, polityk (zm. 1923)
  - Franciszek Magryś, polski poeta chłopski, działacz społeczny (zm. 1934)
- 1847 – Stanisław Jerzykowski, polski lekarz, bibliotekarz (zm. 1927)
- 1849 – Hugo von Seeliger, niemiecki astronom (zm. 1924)
- 1850 – Richard Hertwig, niemiecki zoolog (zm. 1937)
- 1851 – Karl August Hermann, estoński językoznawca, kompozytor, dziennikarz (zm. 1909)
- 1852:
  - James Carroll Beckwith, amerykański malarz, portrecista (zm. 1917)
  - William Halsted, amerykański chirurg (zm. 1922)
  - Wukoł Ławrow, rosyjski dziennikarz, tłumacz literatury polskiej (zm. 1912)
- 1853:
  - Fritz von Below, niemiecki generał (zm. 1918)
  - Maria Elżbieta z Saksonii-Meiningen, niemiecka księżniczka, pianistka, kompozytorka (zm. 1923)
  - Konstantin Stoiłow, bułgarski prawnik, polityk, premier Bułgarii (zm. 1901)
- 1854:
  - Cornelis Lely, holenderski inżynier, polityk (zm. 1929)
  - Charles Soret, szwajcarski fizyk, chemik (zm. 1904)
- 1856 – Karl Krumbacher, niemiecki bizantynolog (zm. 1909)
- 1857 – Walter Rutherford, brytyjski golfista (zm. 1913)
- 1858 – Carl Kupperschmitt, niemiecki architekt (zm. 1915)
- 1859:
  - Archie Hunter, szkocki piłkarz (zm. 1894)
  - Mikołaj Sulewski, polski generał brygady (zm. 1943)
- 1861 – Robert Bosch, niemiecki przemysłowiec (zm. 1942)
- 1862:
  - Innocenty (Bielajew), rosyjski biskup prawosławny (zm. 1913)
  - Eduard Sochor, czeski inżynier, architekt (zm. 1947)
- 1863:
  - Ludwik Evert, polski przemysłowiec, handlowiec, wydawca, działacz społeczny, polityk, senator RP (zm. 1945)
  - Ozer Finkelsztajn, litewski działacz społeczny, polityk pochodzenia żydowskiego (zm. 1932)
  - Gustaw Ostapowicz, polski generał dywizji (zm. 1941)
  - Mary Church Terrell, amerykańska działaczka na rzecz praw obywatelskich, sufrażystka (zm. 1954)
- 1864:
  - Bolesław Iwicki, polski inżynier rolnik, ziemianin (zm. 1931)
  - Draga Obrenović, serbska dziennikarka, tłumaczka, królowa Serbii (zm. 1903)
- 1865:
  - Emmuska Orczy, brytyjska pisarka pochodzenia węgierskiego (zm. 1947)
  - Suzanne Valadon, francuska malarka, graficzka (zm. 1938)
- 1866 – Maria Grazia Tarallo, włoska zakonnica, stygmatyczka, błogosławiona (zm. 1912)
- 1867 – John Lomax, amerykański muzykolog, folklorysta (zm. 1948)
- 1871 – František Kupka, czeski malarz (zm. 1957)
- 1872 – Sołomija Kruszelnyćka, ukraińska śpiewaczka operowa (sopran) (zm. 1952)
- 1873 – Tekla Trapszo, polska aktorka (zm. 1944)
- 1874 – Ernst Streeruwitz, austriacki polityk, kanclerz Austrii (zm. 1952)
- 1878 – Hieronim Gintrowski, polski duchowny katolicki, Sługa Boży (zm. 1939)
- 1880 – John Boyd Orr, szkocki biolog, polityk, laureat Pokojowej Nagrody Nobla (zm. 1971)
- 1881:
  - Ronald Brebner, angielski piłkarz, bramkarz (zm. 1914)
  - Jack Reynolds, angielski piłkarz, trener (zm. 1962)
  - Hilary Tempel, polski przemysłowiec, filantrop pochodzenia żydowskiego (zm. 1940)
- 1882:
  - Alfred Joy, amerykański astronom (zm. 1973)
  - Oluf Steen, norweski łyżwiarz szybki (zm. 1944)
- 1883 – Grigorij Zinowjew, radziecki działacz bolszewicki, polityk (zm. 1936)
- 1884:
  - Władysław Kucharski, polski ekonomista, polityk (zm. 1964)
  - Josef Váchal, czeski grafik, rzeźbiarz, malarz, ilustrator (zm. 1969)
- 1885 – Walerian Dowgalewski, radziecki polityk, dyplomata (zm. 1934)
- 1886 – José María Preciado Nieva, hiszpański duchowny katolicki, wikariusz apostolski Darién w Panamie (zm. 1963)
- 1887 – Andrzej Iszczak, ukraiński duchowny greckokatolicki, męczennik, błogosławiony (zm. 1941)
- 1889 – Walter Lippmann, amerykański pisarz, dziennikarz, publicysta, socjolog pochodzenia żydowskiego (zm. 1974)
- 1890:
  - Friedrich Paulus, niemiecki feldmarszałek (zm. 1957)
  - Feliks Wiśniewski, polski fizyk, wykładowca akademicki (zm. 1963)
- 1891 – Gösta Holmér, szwedzki lekkoatleta, wieloboista, płotkarz (zm. 1983)
- 1892:
  - Lorenz Jäger, niemiecki duchowny katolicki, arcybiskup Paderborn, kardynał (zm. 1975)
  - Rudolf Macko, polski podporucznik, żołnierz Legionów Polskich (zm. 1917)
- 1893:
  - Leon Halban, polski historyk prawa, wykładowca akademicki (zm. 1960)
  - Wiljo Tuompo, fiński generał (zm. 1957)
- 1894:
  - Edward Jan Baird, polski zootechnik, wykładowca akademicki (zm. 1971)
  - Teresa Landy, polska franciszkanka, filozof, krytyk literacki, tłumaczka (zm. 1972)
- 1895:
  - Zdzisław Górzyński, polski dyrygent (zm. 1977)
  - Fred Hopkin, angielski piłkarz (zm. 1970)
  - Wacław Łepkowicz, polski plutonowy (zm. 1920)
- 1897 – Walter Pidgeon, kanadyjski aktor (zm. 1984)
- 1898:
  - Jadwiga Smosarska, polska aktorka (zm. 1971)
  - Mieczysław Sokołowski, polski podpułkownik, żołnierz AK, uczestnik powstania warszawskiego (zm. 1944)
- 1899:
  - Tom C. Clark, amerykański prawnik, prokurator generalny, sędzia Sądu Najwyższego (zm. 1977)
  - Louise Nevelson, amerykańska rzeźbiarka pochodzenia żydowskiego (zm. 1988)
- 1900:
  - Tadeusz Dołęga-Mostowicz, polski pisarz, scenarzysta i dziennikarz (zm. 1939)
  - Rudolf Abel, radziecki podpułkownik, agent wywiadu (zm. 1955)
  - Wiera Biendina, rosyjska aktorka (zm. 1974)
  - Icyk Fefer, rosyjski poeta pochodzenia żydowskiego (zm. 1952)
  - Harry Hanson, szwedzki żeglarz sportowy (zm. 1986)
  - Wołodymyr Kubijowycz, ukraiński etnograf, geograf, wykładowca akademicki (zm. 1985)
- 1901:
  - Antoni Michalek, polski historyk, wykładowca akademicki (zm. 1991)
  - Jaroslav Seifert, czeski poeta, laureat Nagrody Nobla (zm. 1986)
  - Iwan Wolwacz, radziecki podpułkownik, kolaborant (zm. 1945)
- 1902:
  - Ion Gheorghe Maurer, rumuński prawnik, polityk, przewodniczącego Prezydium Wielkiego Zgromadzenia Narodowego i premier Rumunii (zm. 2000)
  - Victor Sartre, francuski jezuita, misjonarz na Madagaskarze, pierwszy arcybiskup antananarywski (zm. 2000)
- 1903:
  - Stanisław Maleszewski, polski podpułkownik, powstaniec śląski (zm. 1995)
  - José Miracca, paragwajski piłkarz (zm. ?)
  - Lala Sjöqvist, szwedzka skoczkini do wody (zm. 1964)
- 1904:
  - John Ambrose Abasolo y Lecue, hiszpański duchowny katolicki, biskup Vijayapuram w Indiach (zm. 1982)
  - Frank Cuhel, amerykański lekkoatleta, płotkarz (zm. 1943)
  - Ibrahim Mustafa, egipski zapaśnik (zm. 1968)
  - Andrzej Stopka, polski scenograf, malarz, karykaturzysta (zm. 1973)
  - Stanisław Szkiela, polski mistrz piekarski, działacz sportowy (zm. 1983)
- 1905 – Eugeniusz Stawiński, polski tkacz, związkowiec, polityk, poseł do KRN i na Sejm PRL, prezydent Łodzi, minister przemysłu lekkiego, wicepremier (zm. 1989)
- 1906:
  - Kazimierz Materski, polski piłkarz, hokeista (zm. 1971)
  - Towa Sanhedraj, izraelska polityk (zm. 1993)
  - Ella Šárková, czeska aktorka, śpiewaczka (zm. 1991)
  - Ludwik Świeżawski, polski prozaik, poeta, autor literatury dziecięcej i młodzieżowej (zm. 1991)
- 1907:
  - Duarte Nuno Bragança, pretendent do tronu Portugalii (zm. 1976)
  - Anne Desclos, francuska pisarka, tłumaczka (zm. 1998)
  - Karl-Axel Ekbom, szwedzki neurolog (zm. 1977)
  - Jens Enevoldsen, duński szachista, sędzia szachowy (zm. 1980)
  - František Filipovský, czeski aktor (zm. 1993)
  - Halina Jastrzębowska-Sigmund, polska malarka, architektka wnętrz (zm. 2003)
  - Jerzy Kołaczkowski, polski dyrygent, kompozytor, publicysta muzyczny (zm. 1995)
- 1908:
  - Branko Petrović, jugosłowiański piłkarz (zm. 1976)
  - Nikołaj Patoliczew, radziecki polityk (zm. 1989)
  - Francisco Valdés Subercaseaux, chilijski duchowny katolicki, czcigodny Sługa Boży (zm. 1982)
- 1909:
  - Stanisława Jodłowska, polska działaczka komunistyczna, polityk, poseł na Sejm PRL (zm. 1976)
  - Stefania Kossowska, polska pisarka, publicystka (zm. 2003)
- 1910 – Bolko Konrad Hochberg, niemiecki arystokrata (zm. 1936)
- 1911:
  - Phaya Khammao, laotański książę, polityk, premier Laosu (zm. 1984)
  - Franz Wagner, austriacki piłkarz, trener (zm. 1974)
  - Szlama Ber Winer, polski krawiec, świadek i ofiara Holocaustu pochodzenia żydowskiego (zm. 1942)
- 1912:
  - John Collins, amerykański szachista, trener (zm. 2001)
  - Anna Jadwiga Gawrońska, polska lekkoatletka, sprinterka (zm. 2004)
  - Irena Pfeiffer, polska dyrygentka, kompozytorka, pedagog (zm. 1996)
- 1913:
  - Carl-Henning Pedersen, duński malarz (zm. 2007)
  - Jadwiga Siniarska-Czaplicka, polska historyk papiernictwa, bibliofilka, bibliotekarka (zm. 1986)
  - Lida Skotnicówna, polska taterniczka (zm. 1929)
  - Sándor Tarics, węgierski piłkarz wodny (zm. 2016)
  - Tokutarō Ukon, japoński piłkarz (zm. 1944)
- 1914:
  - Siergiej Bamburow, radziecki podpułkownik (zm. 1945)
  - Franciszek Rzeźniczak, polski muzyk, kapelmistrz, kompozytor (zm. 1991)
  - Omar Ali Saifuddien III, sułtan Brunei (zm. 1986)
  - Leonard Turkowski, polski nauczyciel, poeta, prozaik, dziennikarz, bibliofil (zm. 1985)
- 1915:
  - Sergio Bertoni, włoski piłkarz, trener (zm. 1995)
  - Józefa Daszkiewicz-Hubicka, polska entomolog, dipterolog (zm. 1988)
  - Clifford Shull, amerykański fizyk, laureat Nagrody Nobla (zm. 2001)
  - Ryszard Szulierz, polski kapral lotnictwa (zm. 1939)
- 1916:
  - Anna Jegorowa, rosyjska pilotka wojskowa (zm. 2009)
  - Karel Kuttelwascher, czeski pilot wojskowy, as myśliwski (zm. 1959)
  - Aldo Moro, włoski prawnik, polityk, premier Włoch (zm. 1978)
- 1917:
  - Andy Black, szkocki piłkarz (zm. 1998)
  - Asima Chatterjee, indyjska chemik, botanik (zm. 2006)
  - El Santo, meksykański zapaśnik, aktor (zm. 1984)
  - Imre Németh, węgierski lekkoatleta, młociarz (zm. 1989)
- 1918:
  - Aleksandr Chałamieniuk, radziecki starszy porucznik (zm. 1945)
  - Salvatore Pappalardo, włoski duchowny katolicki, arcybiskup Palermo, kardynał (zm. 2006)
- 1919:
  - Hyman Minsky, amerykański ekonomista pochodzenia żydowskiego (zm. 1996)
  - Bogdan Paprocki, polski śpiewak operowy (tenor) (zm. 2010)
- 1920:
  - Aleksandr Harutiunian, ormiański kompozytor (zm. 2012)
  - Jerzy Kędzierski, polski prozaik, poeta, eseista, historyk (zm. 1985)
  - Marie Logoreci, albańska aktorka, wokalistka (zm. 1988)
  - Carl-Erik Ohlson, szwedzki żeglarz sportowy (zm. 2015)
  - Mickey Rooney, amerykański aktor (zm. 2014)
- 1921:
  - William Anthony Hughes, amerykański duchowny katolicki, biskup Covington (zm. 2013)
  - Adam Skarbiński, polski konstruktor lotniczy, technolog i historyk szybownictwa (zm. 2016)
  - Bronisław Troński, polski prawnik, pisarz, dziennikarz (zm. 2012)
  - Kałyjnur Usenbekow, radziecki generał porucznik (zm. 2003)
- 1922:
  - Jerzy Gałuszka, polski pisarz, publicysta, działacz kulturalny (zm. 1982)
  - Julian Laskowski, polski podporucznik, żołnierz AK, uczestnik powstania warszawskiego (zm. 1944)
  - Louise Latham, amerykańska aktorka (zm. 2018)
  - Bolesław Robakowski, polski działacz samorządowy, prezydent Sopotu (zm. 2023)
  - Tadeusz Tuczapski, polski generał broni, polityk (zm. 2009)
- 1923:
  - Adolphe Hug, szwajcarski piłkarz, bramkarz (zm. 2006)
  - Krystyna Sznerr, polska aktorka, reżyserka, śpiewaczka (zm. 1994)
- 1925:
  - Stanisław Rogowski, polski generał brygady (zm. 2018)
  - Jean-Charles Tacchella, francuski reżyser i scenarzysta filmowy (zm. 2024)
- 1926:
  - Aage Birch, duński żeglarz sportowy (zm. 2017)
  - John Coltrane, amerykański saksofonista jazzowy (zm. 1967)
  - John Ericson, amerykański aktor (zm. 2020)
- 1927:
  - Thomas Daily, amerykański duchowny katolicki, biskup Brooklynu (zm. 2017)
  - Lester Randolph Ford Jr., amerykański matematyk (zm. 2017)
  - Józef Stański, polski działacz rolniczy i partyjny, polityk, wojewoda kielecki (zm. 2018)
  - Edward Sturlis, polski reżyser i scenarzysta filmów animowanych (zm. 1980)
- 1928:
  - Leon Markiewicz, polski muzykolog, publicysta, wykładowca akademicki (zm. 2024)
  - Leen van der Waal, holenderski inżynier, polityk, eurodeputowany (zm. 2020)
- 1929:
  - John Baptist Kakubi, ugandyjski duchowny katolicki, biskup Mbarary (zm. 2016)
  - Mirosław Mossakowski, polski neurolog, neuropatolog, prezes PAN (zm. 2001)
  - George Rueger, amerykański duchowny katolicki, biskup pomocniczy Worcester (zm. 2019)
- 1930:
  - Ray Charles, amerykański wokalista jazzowy (zm. 2004)
  - Mathew Cheriankunnel, indyjski duchowny katolicki, biskup Nalgonda i Kurnool (zm. 2022)
  - Don Edmunds, amerykański kierowca wyścigowy (zm. 2020)
  - Charles B. Griffith, amerykański aktor, reżyser i scenarzysta filmowy (zm. 2007)
  - Piotr Kołodin, rosyjski pułkownik-inżynier, kosmonauta (zm. 2021)
  - Iwan Krasko, rosyjski aktor (zm. 2025)
- 1931:
  - Halina Bortnowska, polska filozof, teolog, publicystka (zm. 2024)
  - Hilly Kristal, amerykański animator kultury (zm. 2007)
- 1932:
  - Helena Amiradżibi-Stawińska, polska reżyserka i scenarzystka filmowa (zm. 2017)
  - Sergio Brighenti, włoski piłkarz, trener (zm. 2022)
  - Halina Gabor, polska lekkoatletka, biegaczka średniodystansowa i przełajowa
  - Georg Keßler, niemiecki trener piłkarski
- 1933:
  - Alberto Asor Rosa, włoski pisarz, krytyk literacki (zm. 2022)
  - Kazimierz Kubiszyn, polski malarz, poeta, działacz społeczny (zm. 2024)
- 1934:
  - Ahmed Szah Chan, afgański arystokrata, tytularny król Afganistanu (zm. 2024)
  - Per Olov Enquist, szwedzki pisarz (zm. 2020)
  - Gino Paoli, włoski piosenkarz, kompozytor, autor tekstów
  - Franc Rodé, słoweński duchowny katolicki, arcybiskup Lublany, kardynał
  - Teresa Trzebunia, polska biegaczka narciarska (zm. 2022)
- 1935:
  - Margarita Nikołajewa, radziecka gimnastyczka (zm. 1993)
  - Alexandre Soares dos Santos, portugalski przedsiębiorca (zm. 2019)
- 1936:
  - Rink Babka, amerykański lekkoatleta, dyskobol (zm. 2022)
  - Igor Błażkow, ukraiński dyrygent
  - Wiesława Dembińska, polska operatorka dźwięku (zm. 2025)
  - George Eastham, angielski piłkarz, trener (zm. 2024)
  - Valentín Paniagua, peruwiański adwokat, polityk, prezydent Peru (zm. 2006)
  - Edward Radzinski, rosyjski dramaturg
  - Matthias Schießleder, niemiecki judoka (zm. 2024)
  - Siamion Szarecki, białoruski polityk
  - Izolda Wojciechowska, polska aktorka
- 1937:
  - Lorraine Coghlan, australijska tenisistka
  - Włodzimierz Łęcki, polski inżynier, polityk, wojewoda poznański, senator RP
  - Jacques Poulin, kanadyjski pisarz
- 1938:
  - Maurice Dugowson, francuski reżyser i scenarzysta filmowy (zm. 1999)
  - Vilém Holáň, czeski polityk, minister obrony (zm. 2021)
  - Michael Page, amerykański jeździec sportowy
  - Romy Schneider, austriacka aktorka (zm. 1982)
- 1939:
  - Roy Buchanan, amerykański gitarzysta bluesowy (zm. 1988)
  - Janusz Gajos, polski aktor, profesor sztuk teatralnych, fotograf
  - Rolf Birger Pedersen, norweski piłkarz (zm. 2001)
  - Erik Petersen, duński wioślarz (zm. 2025)
  - Janusz Połeć, polski brydżysta (zm. 2023)
  - Anthony D. Smith, brytyjski socjolog (zm. 2016)
- 1940:
  - Gerhard Hennige, niemiecki lekkoatleta, sprinter i płotkarz
  - Antony Polonsky, brytyjski historyk, wykładowca akademicki pochodzenia żydowskiego
  - Tim Rose, amerykański piosenkarz, gitarzysta (zm. 2002)
  - Michel Temer, brazylijski polityk, wiceprezydent i prezydent Brazylii
- 1941:
  - Wojciech Alaborski, polski aktor (zm. 2009)
  - Włodzimierz Kiernożycki, polski inżynier, samorządowiec, prezydent Gorzowa Wielkopolskiego
  - Navanethem Pillay, południowoafrykańska prawniczka
- 1942:
  - Mathew Anikuzhikattil, indyjski duchowny syromalabarski, biskup Idukki (zm. 2020)
  - Jean-Pierre Bébéar, francuski laryngolog, polityk
  - Bärbel Löhnert, niemiecka lekkoatletka, wieloboistka
  - Lajos Mecser, węgierski lekkoatleta, długodystansowiec
- 1943:
  - Julio Iglesias, hiszpański piosenkarz, kompozytor
  - Lino Oviedo, paragwajski generał, polityk (zm. 2013)
  - Antonio Tabucchi, włoski pisarz (zm. 2012)
- 1944:
  - An Hermans, belgijska polityk, eurodeputowana
  - Ivan Martin Jirous, czeski poeta, publicysta (zm. 2011)
  - Peter Nottet, holenderski łyżwiarz szybki
- 1945: 
  - Michael Boskin, amerykański ekonomista
  - Igor Iwanow, rosyjski polityk
  - Jan Rowiński, polski lekarz, histolog, profesor doktor habilitowany nauk medycznych (zm. 2020)
- 1946:
  - Magda De Galan, belgijska prawnik, samorządowiec, burmistrz Forest, polityk, minister zdrowia i spraw społecznych (zm. 2024)
  - Franz Fischler, austriacki polityk
  - Bernard Maris, francuski ekonomista, dziennikarz (zm. 2015)
  - Mílton Antônio dos Santos, brazylijski duchowny katolicki, arcybiskup Cuiaby
- 1947 – Andrzej Płatek, polski piłkarz, trener (zm. 2017)
- 1948:
  - Mirosław Justek, polski piłkarz (zm. 1998)
  - Vera Nikolić, serbska lekkoatletka, biegaczka średniodystansowa (zm. 2021)
  - Władimir Swietozarow, rosyjski scenograf
- 1949:
  - Juan Manuel Asensi, hiszpański piłkarz
  - Jerry B. Jenkins, amerykański pisarz, biograf
  - Ana Jorge, portugalska lekarka, działaczka samorządowa, polityk
  - Aleksander Kaszkiewicz, polski duchowny katolicki, biskup grodzieński
  - William Legge, brytyjski arystokrata, polityk
  - Quini, hiszpański piłkarz (zm. 2018)
  - Shigekazu Satō, japoński urzędnik, dyplomata
  - Bruce Springsteen, amerykański wokalista, gitarzysta, kompozytor
  - József Tuncsik, węgierski judoka
  - Edwin Warczak, polski ekonomista, samorządowiec, prezydent Bydgoszczy
- 1950:
  - Barbara Bakulin, polska lekkoatletka, sprinterka
  - Norbert Krajczy, polski lekarz, polityk, senator RP
  - Dietmar Lorenz, niemiecki judoka (zm. 2021)
  - Dawid Torosjan, ormiański bokser
- 1951:
  - Claude Berrou, francuski informatyk
  - Michał Jach, polski polityk, ekonomista, poseł na Sejm RP
  - Miłko Kałajdżiew, bułgarski piosenkarz
  - Shehbaz Sharif, pakistański polityk
- 1952:
  - Elisabeth Demleitner, niemiecka saneczkarka
  - Stanisław Lamperski, polski chemik, profesor nauk chemicznych (zm. 2024)
  - Guilherme d’Oliveira Martins, portugalski prawnik, urzędnik państwowy, polityk
- 1953:
  - Krystyna Kwiatkowska, polska pisarka fantasy (zm. 2005)
  - Grzegorz Markowski, polski wokalista, członek zespołu Perfect
  - Mirosława Nykiel, polska menedżerka, polityk, poseł na Sejm RP
  - Janusz Szewczak, polski ekonomista, poseł na Sejm RP
  - Jan Szymański, polski polityk, poseł na Sejm RP
- 1954:
  - Patrick Brown, amerykański biochemik, wykładowca akademicki
  - Vito Di Tano, włoski kolarz przełajowy i szosowy (zm. 2025)
  - John Baker Saunders, amerykański basista, członek zespołu Mad Season (zm. 1999)
- 1955:
  - Raivo Hääl, estoński kierowca wyścigowy
  - David Hammerstein Mintz, hiszpański nauczyciel, polityk, eurodeputowany pochodzenia żydowskiego
  - Eleonora Lo Curto, włoska działaczka samorządowa, polityk, eurodeputowana
- 1956:
  - Raffaele Baldassarre, włoski prawnik, polityk, samorządowiec, eurodeputowany (zm. 2018)
  - Bazyli (Daniłow), rosyjski biskup prawosławny
  - Branimir Glavaš, chorwacki wojskowy, polityk, zbrodniarz wojenny
  - Maren Jensen, amerykańska aktorka
  - Alicja Panek-Piętkowska, polska muzykolog, profesor sztuk muzycznych
  - Paolo Rossi, włoski piłkarz (zm. 2020)
- 1957:
  - Rosalind Chao, amerykańska aktorka pochodzenia chińskiego
  - Bogusław Kaczmarek, polski menedżer, polityk, poseł na Sejm RP
  - Adam Marjam, kuwejcki piłkarz, bramkarz
  - Aneta Mihaly, rumuńska wioślarka
- 1958:
  - Bogusław Baniak, polski piłkarz, trener
  - Bente Kahan, norweska aktorka, piosenkarka pochodzenia żydowskiego
  - Besnik Mustafaj, albański pisarz, polityk, dyplomata
- 1959:
  - Jason Alexander, amerykański aktor
  - Stawros Ewagoru, cypryjski ekonomista, polityk
  - Hortência Marcari, brazylijska koszykarka
- 1960:
  - Marek Milczarczyk, polski aktor (zm. 2019)
  - Luis Moya, hiszpański pilot rajdowy
  - Michał Tomaszek, polski franciszkanin, misjonarz, Sługa Boży, męczennik (zm. 1991)
- 1961:
  - Piotr Biskupski, polski perkusista jazzowy
  - Bruce Cohen, amerykański producent filmowy, telewizyjny i teatralny pochodzenia żydowskiego
  - Gintaras Grušas, litewski duchowny katolicki, arcybiskup metropolita wileński
  - Phyllis Hines, amerykańska kolarka szosowa
  - Chi McBride, amerykański aktor, producent filmowy
  - Röwşen Muhadow, turkmeński piłkarz, trener
  - Dariusz Opolski, polski piłkarz, bramkarz
  - William McCool, amerykański pilot wojskowy, astronauta (zm. 2003)
  - Jānis Reirs, łotewski polityk
- 1962:
  - Zvone Černač, słoweński menedżer, samorządowiec, polityk
  - Alberto Estrella, meksykański aktor, scenarzysta filmowy i telewizyjny
  - Cosimo Fusco, włoski aktor
  - Robert Molle, kanadyjski zapaśnik, futbolista
  - Erik Östlund, szwedzki biegacz narciarski
  - Jack Pierce, amerykański lekkoatleta, płotkarz
  - Stanisław M. Stanuch, polski dziennikarz, publicysta
- 1963:
  - Mike Franks, amerykański lekkoatleta, sprinter
  - Marzena Hanyżewska, polska siatkarka
  - Gabriele Reinsch, niemiecka lekkoatletka, dyskobolka
  - Anna Rybicka, polska lekkoatletka, biegaczka średnio- i długodystansowa
- 1964:
  - Paul Bishop, australijski aktor
  - Clayton Blackmore, walijski piłkarz
  - Diane Dixon, amerykańska lekkoatletka, sprinterka
  - Josefa Idem, włoska kajakarka pochodzenia niemieckiego
  - Michał Zabłocki, polski reżyser filmowy, poeta, autor tekstów piosenek
- 1965:
  - Aleqa Hammond, grenlandzka polityk, premier Grenlandii
  - Tom Malinowski, amerykański polityk, kongresman pochodzenia polskiego
  - Gérson da Silva, brazylijski piłkarz (zm. 1994)
  - Mark Woodforde, australijski tenisista
- 1966:
  - Héctor David García Osorio, honduraski duchowny katolicki, biskup Yoro
  - Zsolt Petry, węgierski piłkarz, bramkarz, trener
- 1967: 
  - Jacek Krawiec, polski ekonomista, menedżer
  - Masashi Nakayama, japoński piłkarz
  - Katarzyna Piekarska, polska prawniczka, polityk, poseł na Sejm RP
  - Christian Reich, szwajcarski bobsleista
  - Cathrine Roll-Matthiesen, norweska piłkarka ręczna
- 1968:
  - Cato Bekkevold, norweski perkusista, członek zespołów: Red Harvest, Re:aktor i Enslaved, dziennikarz i publicysta wędkarski
  - Adam Cywka, polski aktor
  - Daniel Dumitrescu, rumuński bokser
  - Piotr Makowski, polski trener siatkarski
  - Zane Moosa, południowoafrykański piłkarz
  - Zaza Rewiszwili, gruziński piłkarz
  - Chango Spasiuk, argentyński akordeonista pochodzenia ukraińskiego
- 1969:
  - Júlio Almeida, brazylijski strzelec sportowy
  - Ricardo Cortés Lastra, hiszpański polityk
  - Patrick Fiori, francuski piosenkarz, aktor musicalowy
  - Izabela Kowalewska, polska piłkarka ręczna, bramkarka
  - Gerhard Poschner, niemiecki piłkarz
  - Jan Suchopárek, czeski piłkarz
  - Peter Wibrån, szwedzki piłkarz
- 1970:
  - Corinne Bodmer, szwajcarska narciarka dowolna
  - Ani DiFranco, amerykańska piosenkarka, gitarzystka
  - Karin Karlsbro, szwedzka polityk, eurodeputowana
- 1971:
  - Marek Dulewicz, polski muzyk, kompozytor, wokalista, autor tekstów, producent muzyczny, inżynier dźwięku
  - Monika Fabijańska, polska historyk sztuki, kuratorka, dyplomatka
  - Māris Gulbis, łotewski polityk
  - Eric Montross, amerykański koszykarz (zm. 2023)
- 1972:
  - Sam Bettens, belgijska wokalistka, członkini zespołu K’s Choice
  - Jermaine Dupri, amerykański raper, producent muzyczny
  - Umaro Sissoco Embaló, polityk z Gwinei Bissau, premier i prezydent
  - Sebastian Szczęsny, polski dziennikarz i komentator sportowy
  - Darius Valys, litewski prawnik, prokurator generalny
- 1973:
  - Trick Daddy, amerykański raper
  - Ingrid Fliter, argentyńska pianistka
  - Karramba, polski raper
  - Beáta Siti, węgierska piłkarka ręczna
  - Javier Vilanova Pellisa, hiszpański duchowny katolicki, biskup pomocniczy Barcelony
- 1974:
  - Garth Davis, australijski reżyser filmowy i telewizyjny
  - Richard Edghill, angielski piłkarz
  - Matt Hardy, amerykański wrestler
  - Małgorzata Krasnodębska-Tomkiel, polska prawniczka, wykładowczyni akademicka, urzędniczka państwowa
  - Félix Mantilla, hiszpański tenisista
  - Miles Maclagan, brytyjski tenisista, trener
  - Joshua Oppenheimer, amerykański reżyser i producent filmowy pochodzenia żydowskiego
  - Ágnes Simon, węgierska biegaczka narciarska
  - Constant Thérésine, gwadelupski piłkarz
- 1975:
  - Johan Cohen, francuski siatkarz
  - Kumiko Sakino, japońska siatkarka
  - Siergiej Tietiuchin, rosyjski siatkarz
- 1976:
  - Sarah Blasko, australijska piosenkarka
  - Reza Enajati, irański piłkarz
  - Mareks Leitis, łotewski strongman
  - Frank Moser, niemiecki tenisista
  - Sanna-Leena Perunka, fińska biathlonistka
  - Piotr Stasik, polski reżyser filmów dokumentalnych
  - Wołodymyr Sydorenko, ukraiński bokser
  - Ignacy Trzewiczek, polski projektant gier planszowych
  - Ramūnas Vyšniauskas, litewski sztangista
- 1977:
  - Mahamied Aryphadżyjeu, azersko-białoruski bokser
  - Piero Esteriore, szwajcarski piosenkarz
  - Ferejdun Ghanbari, irański zapaśnik (zm. 2021)
  - Fabio Ongaro, włoski rugbysta
  - Anton Pierre, trynidadzko-tobagijski piłkarz
  - Suzanne Tamim, libańska piosenkarka (zm. 2008)
  - Andy Williams, jamajski piłkarz
  - Rachael Yamagata, amerykańska piosenkarka, kompozytorka, autorka tekstów
- 1978:
  - Crooked I, amerykański raper
  - Ingrid Jacquemod, francuska narciarka alpejska
  - Keri Lynn Pratt, amerykańska aktorka
  - Tomasz Sokołowski, polski dziennikarz, pisarz
  - Elżbieta Stępień, polska ekonomistka, polityk, poseł na Sejm RP
- 1979:
  - Orene Aiʻi, nowozelandzki rugbysta pochodzenia samoańskiego
  - Patrice Bernier, kanadyjski piłkarz
  - Ricky Davis, amerykański koszykarz
  - Azrinaz Mazhar Hakim, malezyjska dziennikarka, była żona sułtana Brunei Hassanala Bolkiaha
  - Kim Un-chol, północnokoreański bokser
  - Anthony Mackie, amerykański aktor
  - Agnieszka Porzezińska, polska dziennikarka, scenarzystka
  - Stacy Prammanasudh, amerykańska golfistka
  - Verania Willis, kostarykańska siatkarka
- 1980:
  - Aubrey Dollar, amerykańska aktorka
  - Şahin İmranov, azerski bokser
  - Dwight Thomas, jamajski lekkoatleta, sprinter
- 1981:
  - Robert Doornbos, holenderski kierowca wyścigowy
  - Natalie Horler, niemiecka piosenkarka pochodzenia brytyjskiego
  - Saimir Pirgu, albański śpiewak operowy (tenor)
  - Tatjana Wieszkurowa, rosyjska lekkoatletka, sprinterka
- 1982:
  - Eduardo Costa, brazylijski piłkarz
  - Maciej Górski, polski samorządowiec, polityk, poseł na Sejm RP
  - Shyla Stylez, kanadyjska aktorka pornograficzna
  - Alyssa Sutherland, australijska modelka
  - Gill Swerts, belgijski piłkarz
- 1983:
  - Anna Cyzon, polsko-kanadyjska piosenkarka
  - Emma Johansson, szwedzka kolarka szosowa
  - Joffrey Lupul, kanadyjski hokeista pochodzenia ukraińskiego
  - Marcelo Melo, brazylijski tenisista
- 1984:
  - Quinton Day, amerykański koszykarz
  - Matej Kazijski, bułgarski siatkarz
  - Matt Kemp, amerykański baseballista
  - Mark Madsen, duński zapaśnik
  - Marilyn Okoro, brytyjska lekkoatletka, biegaczka średniodystansowa pochodzenia nigeryjskiego
  - Anneliese van der Pol, amerykańska piosenkarka, aktorka
- 1985:
  - Maki Gotō, japońska piosenkarka
  - Izabela Hohn, polska siatkarka
  - Hosejn Kabi, irański piłkarz
  - Lukáš Kašpar, czeski hokeista
  - Germaine Lindsay, brytyjski terrorysta pochodzenia jamajskiego (zm. 2005)
  - Evi Van Acker, belgijska żeglarka sportowa
- 1986:
  - Eduarda Amorim, brazylijska piłkarka ręczna
  - Kaylee DeFer, amerykańska aktorka
  - Bartosz Frankowski, polski sędzia piłkarski
  - Mansur Isajew, rosyjski judoka
  - Daniił Iwanow, rosyjski żużlowiec
  - Tomasz Kozłowski, polski hokeista
  - Shin A-lam, południowokoreańska szpadzistka
- 1987:
  - Skylar Astin, amerykański aktor, piosenkarz
  - Dawid Janczyk, polski piłkarz
  - Yū Kobayashi, japoński piłkarz
  - Manuel León, gwatemalski piłkarz
  - Igor Musatow, rosyjski hokeista
- 1988:
  - Jedd Gyorko, amerykański baseballista
  - Chiukepo Msowoya, malawijski piłkarz
  - Juan Martín del Potro, argentyński tenisista
  - Shanaze Reade, brytyjska kolarka torowa i BMX
  - David Unterberger, austriacki skoczek narciarski
  - Yannick Weber, szwajcarski piłkarz
- 1989:
  - Sachi Amma, japoński wspinacz sportowy
  - A.J. Applegate, amerykańska aktorka pornograficzna
  - Dani Daniels, amerykańska aktorka pornograficzna
  - Brandon Jennings, amerykański koszykarz
  - Aleksandr Lenderman, amerykański szachista pochodzenia rosyjskiego
  - Michał Olszewski, polski szachista
  - Mara Scherzinger, niemiecka aktorka
  - Aleksandra Szafraniec, polska siatkarka
  - Jaimie Thibeault, kanadyjska siatkarka
  - Rashid Yussuff, angielski piłkarz pochodzenia nigeryjskiego
- 1990:
  - Ewa Jakubowicz, polska aktorka
  - Ludvig Lindgren, szwedzki żużlowiec
  - Agustín Sierra, argentyński aktor, model, piosenkarz
  - Bartosz Staszewski, polski reżyser, działacz społeczny, aktywista LGBT
  - Çağatay Ulusoy, turecki aktor, model
  - Zhang Buladaoriji, chiński zapaśnik
- 1991:
  - Veronique Hronek, niemiecka narciarka alpejska
  - Key, południowokoreański piosenkarz
  - Melanie Oudin, amerykańska tenisistka pochodzenia francuskiego
  - Bachtijar Rahmani, irański piłkarz
  - Sitthichai Sitsongpeenong, tajski zawodnik sportów walki
  - Silvio Torales, paragwajski piłkarz
- 1992:
  - Wojciech Leszczyński, polski koszykarz
  - Oğuzhan Özyakup, turecki piłkarz
  - Finn Russell, szkocki rugbysta
  - Joanna Stankiewicz, polska judoczka
  - Zézinho, piłkarz z Gwinei Bissau
- 1993:
  - Pontus Åberg, szwedzki hokeista
  - Jonathan Calleri, argentyński piłkarz
  - Sarah Hildebrandt, amerykańska zapaśniczka
  - Petra Kojdová, czeska siatkarka
  - Łukasz Łapszyński, polski siatkarz
- 1994:
  - Wilder Cartagena, peruwiański piłkarz
  - Louisa Lippmann, niemiecka siatkarka
  - Tiffany Mitchell, amerykańska koszykarka
- 1995:
  - Jack Aitken, brytyjski kierowca wyścigowy pochodzenia koreańskiego
  - Aimi Kobayashi, japońska pianistka
  - Krystian Pieszczek, polski żużlowiec
  - Isaiah Wilkins, amerykański koszykarz
- 1996:
  - Napheesa Collier, amerykańska koszykarka
  - Jewgienij Ryłow, rosyjski pływak
  - Ingrid Landmark Tandrevold, norweska biathlonistka
- 1997:
  - Ralph Boschung, szwajcarski kierowca wyścigowy
  - John Collins, amerykański koszykarz
  - Tyler Cook, amerykański koszykarz
- 1998:
  - Adriana Adamek, polska siatkarka
  - Mélanie Meillard, szwajcarska narciarka alpejska
  - Solène Ndama, francuska lekkoatletka, płotkarka i wieloboistka pochodzenia gabońskiego
- 1999:
  - André Anderson, włoski piłkarz pochodzenia brazylijskiego
  - Hicham Boudaoui, algierski piłkarz
  - Artemas Diamandis, brytyjsko-cypryjski piosenkarz, autor tekstów, kompozytor i producent muzyczny
  - Terry Taylor, amerykański koszykarz
- 2000:
  - Enchbajaryn Bjambadordż, mongolski zapaśnik
  - Markus Pajur, estoński kolarz szosowy
- 2001:
  - Tiara Andini, indonezyjska aktorka, piosenkarka, prezenterka telewizyjna
  - Oliver Solberg, norwesko-szwedzki kierowca rajdowy
- 2002 – Jessica Malsiner, włoska skoczkini narciarska, kombinatorka norweska
- 2003:
  - Alí Ávila, meksykański piłkarz
  - Julia Maik, polska pływaczka
  - Finn Surman, nowozelandzki piłkarz
- 2005 – Jobe Bellingham, angielski piłkarz

## Zmarli
- 78 – Linus, papież, święty (ur. ?)
- 788 – Elfwald I, król Nortumbrii (ur. ?)
- 965 – Al-Mutanabbi, arabski poeta (ur. ok. 915)
- 1230 – (lub 24 września) Alfons IX, król Leónu (ur. 1171)
- 1241 – Snorri Sturluson, islandzki poeta, historyk, polityk (ur. 1179)
- 1319 – Henryk z Wierzbna, niemiecki duchowny katolicki, biskup wrocławski (ur. ?)
- 1386 – Dan I, hospodar Wołoszczyzny (ur. 1354)
- 1461 – Karol, książę Viany, nominalny król Nawarry (ur. 1421)
- 1552 – Barbara Hohenzollern, margrabianka brandenburska, landgrafini Leuchtenbergu (ur. 1495)
- 1571 – John Jewel, angielski duchowny anglikański, teolog (ur. 1522)
- 1582 – Ludwik III de Montpensier, francuski arystokrata (ur. 1513)
- 1597 – Stanisław Sarnicki, polski historyk, działacz i polemista kalwiński, senior zborów polskich, twórca i wydawca utworów o tematyce wojennej, jeden z ideologów polskiego sarmatyzmu (ur. ok. 1532)
- 1615 – Wojciech Baranowski, polski duchowny katolicki, arcybiskup gnieźnieński, prymas Polski i Litwy, podkanclerzy koronny (ur. 1548)
- 1624 – Willem Pieterszoon Buytewech, holenderski malarz, grafik, rytownik (ur. ok. 1591)
- 1642 – Renat Goupil, francuski jezuita, misjonarz, męczennik, święty (ur. 1608)
- 1651 – Józef Adamowicz Syruć, polski szlachcic, podstarości, wojski i sędzia grodzki żmudzki (ur. ?)
- 1657 – Joachim Jungius, niemiecki matematyk, fizyk, filozof (ur. 1587)
- 1659 – Bogusław Leszczyński, polski szlachcic, polityk, podskarbi wielki i podkanclerzy koronny (ur. ok. 1612)
- 1666 – François Mansart, francuski architekt (ur. 1598)
- 1696 – Dionizy IV Muzułmanin, ekumeniczny patriarcha Konstantynopola (ur. ?)
- 1700:
  - Diego Moreno Meléndez, hiszpański architekt (ur. 1626)
  - Nicolaus Adam Strungk, niemiecki kompozytor, skrzypek, organista (ur. 1640)
- 1728 – Christian Thomasius, niemiecki filozof (ur. 1655)
- 1736:
  - Jerzy Hieronim Kryszpin-Kirszensztein, hetman polny litewski (ur. ok. 1673)
  - Marija Proncziszczewa, rosyjska podróżniczka (ur. ?)
- 1738:
  - Carlo Agostino Badia, włoski kompozytor (ur. 1672)
  - Herman Boerhaave, holenderski lekarz, humanista (ur. 1668)
- 1755 – Stefan Garczyński, polski pisarz, polityk, wojewoda poznański (ur. ok. 1690)
- 1760 – Andrés de Rubira, hiszpański malarz (ur. ?)
- 1780 – Ernest Fryderyk III, książę Saksonii-Hildburghausen (ur. 1727)
- 1789 – Silas Deane, amerykański dyplomata (ur. 1737)
- 1791 – Karl von Gontard, niemiecki architekt (ur. 1731)
- 1799 – Antonín Strnad, czeski meteorolog, matematyk (ur. 1746)
- 1800 – Dominique de La Rochefoucauld, francuski duchowny katolicki, arcybiskup Albi i Rouen, prymas Normandii, kardynał (ur. 1712)
- 1801 – György Pray, węgierski jezuita, kanonik, bibliotekarz, historyk (ur. 1723)
- 1825 – Pedro Marieluz Garcés, peruwiański duchowny katolicki, męczennik (ur. ok. 1780)
- 1826 – Paweł Biernacki, polski szlachcic, rotmistrz, polityk (ur. 1740)
- 1828:
  - Richard Parkes Bonington, brytyjski malarz, grafik (ur. 1801)
  - Józef Lipiński, polski pedagog, prozaik, poeta, tłumacz (ur. 1764)
- 1830 – Elizabeth Monroe, amerykańska pierwsza dama (ur. 1768)
- 1831 – Louis Nourrit, francuski śpiewak operowy (tenor) (ur. 1781)
- 1835 – Vincenzo Bellini, włoski kompozytor (ur. 1801)
- 1836:
  - Maria Malibran, francuska śpiewaczka operowa (mezzosopran) (ur. 1808)
  - Andriej Razumowski, rosyjski dyplomata (ur. 1752)
- 1838 – Gerrit Maritz, burski polityk (ur. 1798)
- 1850 – José Gervasio Artigas, urugwajski polityk, bohater narodowy (ur. 1764)
- 1851:
  - Łukasz Jaskólski, polski podpułkownik, uczestnik powstania listopadowego (ur. 1777)
  - Emilia Tavernier Gamelin, kanadyjska zakonnica, błogosławiona (ur. 1800)
- 1856 – Anastazy Sedlag, polski duchowny katolicki, biskup chełmiński (ur. 1787)
- 1861 – Friedrich Christoph Schlosser, niemiecki historyk, wykładowca akademicki (ur. 1776)
- 1869:
  - Johann Georg von Hahn, austriacki dyplomata, filolog, znawca języka i kultury albańskiej (ur. 1811)
  - Eleonora Ziemięcka, polska filozof chrześcijańska, publicystka (ur. 1819)
- 1870:
  - Valeriano Domínguez Bécquer, hiszpański malarz (ur. 1833)
  - Prosper Mérimée, francuski dramaturg, prozaik, historyk, archeolog (ur. 1803)
- 1871 – Anselmo Llorente La Fuente, kostarykański duchowny katolicki, biskup San José de Costa Rica (ur. 1800)
- 1872 – Feodora zu Leiningen, niemiecka arystokratka (ur. 1807)
- 1873:
  - Jean Chacornac, francuski astronom (ur. 1823)
  - Klemens Kołaczkowski, polski generał (ur. 1793)
- 1877 – Urbain Le Verrier, francuski matematyk, astronom, wykładowca akademicki (ur. 1811)
- 1882:
  - Joaquín Lluch y Garriga, hiszpański duchowny katolicki, arcybiskup Sewilli, kardynał (ur. 1816)
  - Friedrich Wöhler, niemiecki chemik, wykładowca akademicki (ur. 1800)
- 1885 – Carl Spitzweg, niemiecki malarz, rysownik (ur. 1808)
- 1886:
  - Kasper Cięglewicz, polski działacz niepodległościowy, uczestnik powstania listopadowego pochodzenia ukraińskiego (ur. 1807)
  - Thomas Webster, brytyjski malarz (ur. 1800)
- 1888 – François-Achille Bazaine, francuski generał, marszałek Francji (ur. 1811)
- 1889:
  - Wilkie Collins, brytyjski pisarz (ur. 1824)
  - Theodosius Harnack, niemiecki teolog luterański (ur. 1817)
- 1890 – Lorenz von Stein, niemiecki ekonomista, socjolog (ur. 1815)
- 1892 – John Pope, amerykański generał (ur. 1822)
- 1896:
  - Ivar Aasen, norweski poeta, językoznawca (ur. 1813)
  - Gilbert Duprez, francuski śpiewak operowy (tenor), kompozytor, pedagog (ur. 1806)
  - Mieczysław Kamiński, polski śpiewak operowy (tenor), reżyser, dyrektor teatru, komediopisarz, tłumacz (ur. 1835 lub 1837)
- 1900 – Leon Loewenstein, polski przedsiębiorca pochodzenia żydowskiego (ur. 1836)
- 1902:
  - Franciszek Salezy Lewental, polski księgarz, wydawca (ur. 1841)
  - John Wesley Powell, amerykański wojskowy, geolog, odkrywca (ur. 1834)
- 1903 – Adam Badowski, polski malarz, ilustrator (ur. 1857)
- 1904:
  - Émile Gallé, francuski artysta tworzący ze szkła, projektant mebli (ur. 1846)
  - Albert Gombault, francuski neurolog (ur. 1844)
  - Władysław Satke, polski pedagog, meteorolog, przyrodnik, pisarz (ur. 1853)
- 1905:
  - Edward Korczyński, polski internista, polityk (ur. 1844)
  - Giuseppe Sacconi, włoski architekt (ur. 1854)
- 1908:
  - Arnold Güldenpfennig, niemiecki architekt (ur. 1830)
  - Jadwiga Łuszczewska, polska poetka, pisarka (ur. 1834)
- 1911 – Daniel O’Reilly, amerykański polityk (ur. 1838)
- 1912:
  - Maria Teresa Izabela, infantka hiszpańska, księżna Bawarii (ur. 1882)
  - Julian Wieniawski, polski pisarz (ur. 1834)
- 1913 – Antoni Petruszewicz, polski duchowny greckokatolicki, historyk, filolog, polityk (ur. 1821)
- 1917 – Werner Voss, niemiecki pilot wojskowy, as myśliwski (ur. 1897)
- 1918:
  - Georg Theodor August Gaffky, niemiecki bakteriolog (ur. 1850)
  - Pellegrino Francesco Stagni, włoski duchowny katolicki, arcybiskup L’Aquili, dyplomata papieski (ur. 1859)
- 1919 – Seth Bullock, amerykański szeryf, przedsiębiorca (ur. 1849)
- 1920:
  - Kazimierz Bogucki, polski podporucznik kawalerii (ur. ?)
  - Wanda Hermanówna, polska sanitariuszka Legionów Polskich, podoficer (ur. 1895)
  - Witold Sulimirski, polski oficer, kawaler Orderu Virtuti Militari (ur. 1899)
  - Zygmunt Szpiegel, polski podoficer, kawaler Orderu Virtuti Militari (ur. ?)
  - Franciszek Ziółkowski, polski sierżant (ur. 1893)
- 1922 – Lew Czugajew, rosyjski chemik, wykładowca akademicki (ur. 1873)
- 1923:
  - Antonio Francisco Xavier Alvares, indyjski duchowny katolicki, a następnie Syryjskiego Kościoła Ortodoksyjnego, biskup Indii i Cejlonu (ur. 1836)
  - Christian von Grünigen, szwajcarski porucznik rezerwy, inżynier, architekt (ur. 1878)
  - John Morley, brytyjski arystokrata, polityk, literat (ur. 1838)
  - Robert S. Olmstead, amerykański pilot balonowy (ur. 1886)
  - Pedro Peñaranda Barea, hiszpański pilot balonowy (ur. 1890)
  - John W. Shoptaw, amerykański pilot balonowy (ur. 1889)
  - Ferdinand Wehren, szwajcarski narciarz, alpinista, hotelarz (ur. 1885)
- 1924:
  - Mieczysław Asłanowicz, polski pedagog, działacz społeczny (ur. 1855)
  - Ailwyn Fellowes, brytyjski przedsiębiorca, polityk (ur. 1855)
- 1926:
  - Paul Kammerer, austriacki biolog (ur. 1880)
  - Stanislas-Arthur-Xavier Touchet, francuski duchowny katolicki, biskup Orleanu, kardynał (ur. 1842)
- 1929:
  - Louis-Ernest Dubois, francuski duchowny katolicki, arcybiskup Paryża, kardynał (ur. 1856)
  - Richard Zsigmondy, niemiecki chemik, wykładowca akademicki, laureat Nagrody Nobla (ur. 1865)
- 1930 – Antoni Prochaska, polski historyk, archiwista (ur. 1852)
- 1932 – Jules Chéret, francuski malarz, grafik (ur. 1836)
- 1933 – Bolesław Szczurkiewicz, polski aktor, reżyser, dyrektor teatru (ur. 1875)
- 1934 – Ismar Littmann, niemiecki prawnik, kolekcjoner dzieł sztuki pochodzenia żydowskiego (ur. 1878)
- 1935 – Leanard Zajac, białoruski polityk, publicysta, autor wspomnień (ur. 1890)
- 1936:
  - Wincenty Ballester Far, hiszpański duchowny katolicki, męczennik, błogosławiony (ur. 1888)
  - Meir Dizengoff, żydowski działacz syjonistyczny, pierwszy burmistrz Tel Awiwu (ur. 1861)
  - Nikoła Krystnikow, bułgarski psychiatra, wykładowca akademicki (ur. 1880)
  - Maria Józefa od św. Zofii del Río Messa, hiszpańska karmelitanka, męczennica, błogosławiona (ur. 1895)
  - Adolf Wiktor Weiss, polski architekt, wykładowca akademicki (ur. 1858)
  - Zofia Ximénez Ximénez, hiszpańska działaczka Akcji Katolickiej, męczennica, błogosławiona (ur. 1876)
- 1937 – Cleto González Víquez, kostarykański adwokat, polityk, prezydent Kostaryki (ur. 1858)
- 1938 – Joe Ball, amerykański seryjny morderca (ur. 1896)
- 1939:
  - Józef Below, polski rzeźbiarz (ur. 1904)
  - Sigmund Freud, austriacki neurolog, psychiatra, twórca psychoanalizy pochodzenia żydowskiego (ur. 1856)
  - Jimmy Windridge, angielski piłkarz (ur. 1882)
- 1940:
  - Bernardyna Maria Jabłońska, polska zakonnica, błogosławiona (ur. 1878)
  - Edward Rosenthal, polski architekt pochodzenia żydowskiego (ur. 1866)
  - Marcel Van Crombrugge, belgijski wioślarz (ur. 1880)
- 1941:
  - Emīlija Benjamiņa, łotewska dziennikarka, wydawczyni (ur. 1881)
  - Władysław Jentys, polski oficer rezerwy artylerii, prawnik, działacz sprtowy (ur. 1898)
  - Szmul Lehman, polski folklorysta pochodzenia żydowskiego (ur. 1886)
- 1942 – Alfredo Carricaberry, argentyński piłkarz (ur. 1900)
- 1943:
  - John Bradfield, australijski inżynier (ur. 1867)
  - Salvo D’Acquisto, włoski karabinier, Sługa Boży (ur. 1920)
  - Elinor Glyn, brytyjska dziennikarka, pisarka, scenarzystka (ur. 1864)
  - Walerija Gnarowska, radziecka czerwonoarmistka, sanitariuszka (ur. 1923)
  - Ernst Trygger, szwedzki polityk, premier Szwecji (ur. 1857)
  - Aleksandyr Wutimski, bułgarski poeta (ur. 1919)
- 1944 – Polegli w powstaniu warszawskim:
  - Jerzy Gawin, polski porucznik, żołnierz AK (ur. 1922)
  - Zofia Jarkowska-Krauze, polska sanitariuszka, żołnierz AK (ur. 1922)
  - Anna Nelken, polska łączniczka, żołnierz AK (ur. 1926)
  - Józef Stanek, polski duchowny katolicki, pallotyn, kapelan AK, błogosławiony (ur. 1916)
  - Janina Trojanowska-Zborowska, polska łączniczka, kapral podchorąży, żołnierz AK (ur. 1923)
- 1946 – Stanisław Ziółkowski, polski duchowny katolicki, kapelan wojskowy (ur. 1904)
- 1947 – Nikoła Petkow, bułgarski polityk (ur. 1889)
- 1948 – Włodzimierz Kodrębski, polski komandor porucznik (ur. 1900)
- 1950:
  - René Le Somptier, francuski reżyser filmowy, dziennikarz, poeta (ur. 1884)
  - Viktor Schütze, niemiecki dowódca okrętów podwodnych (ur. 1906)
- 1951:
  - P.U. Chinnappa, indyjski aktor, piosenkarz (ur. 1915)
  - Artur Hulej, polski generał brygady (ur. 1901)
- 1952 – Wiktor Jarosz-Kamionka, polski generał brygady (ur. 1869)
- 1953 – Ernest Mamboury, szwajcarski historyk sztuki, bizantynolog (ur. 1878)
- 1956 – Jules Gratier, francuski generał (ur. 1863)
- 1958:
  - Konrad Siudowski, polski ziemianin, polityk, senator RP (ur. 1884)
  - Stanisław Zalewski, polski malarz (ur. 1896)
- 1959 – George Padmore, trynidadzki dziennikarz, polityk, komunista, pisarz marksistowski (ur. 1903)
- 1961:
  - Andriej Bondariew, radziecki generał-lejtnant gwardii (ur. 1901)
  - Anna Czapnikówna, polska aktorka (ur. 1938)
  - Elmer Diktonius, fiński prozaik i poeta tworzący w języku szwedzkim, krytyk muzyczny i literacki, kompozytor (ur. 1896)
  - Alfred Krawczyk, polski lekkoatleta, sprinter, trener piłki ręcznej (ur. 1915)
  - Romeo Neri, włoski gimnastyk (ur. 1905)
- 1962 – Józefina Kowalewska, polska baletmistrzyni (ur. 1888)
- 1963 – Karl Burk, niemiecki SS-Brigadeführer (ur. 1898)
- 1964:
  - Karol Koranyi, polski podporucznik, prawnik, historyk prawa karnego, wykładowca akademicki (ur. 1897)
  - Aleksander Sobiszewski, polski baletmistrz, pedagog (ur. 1883)
- 1965:
  - Joseph Ferche, niemiecki duchowny katolicki, biskup pomocniczy wrocławski i koloński (ur. 1888)
  - Stanisław Janikowski, polski etruskolog, dyplomata (ur. 1891)
  - Ivan Osiier, duński szpadzista (ur. 1888)
- 1966 – Seth Lundell, szwedzki mykolog, muzealnik (ur. 1892)
- 1967 – Stanisław Cyganiewicz, polski zapaśnik, wrestler, trener (ur. 1881)
- 1968:
  - Ole Berg, norweski generał, polityk (ur. 1890)
  - Pio z Pietrelciny, włoski duchowny katolicki, kapucyn, stygmatyk, święty (ur. 1887)
- 1970:
  - Bourvil, francuski aktor, piosenkarz (ur. 1917)
  - Henryk Chmielewski, polski prawnik, pisarz, funkcjonariusz aparatu bezpieczeństwa, działacz komunistyczny (ur. 1907)
  - Zhao Shuli, chiński pisarz (ur. 1906)
- 1971 – Billy Gilbert, amerykański aktor, komik (ur. 1894)
- 1972:
  - Clarence Huebner, amerykański generał porucznik (ur. 1888)
  - Florea Rimaru, rumuński seryjny morderca (ur. 1918)
- 1973:
  - Alexander Sutherland Neill, szkocki pedagog (ur. 1883)
  - Pablo Neruda, chilijski poeta, laureat Nagrody Nobla (ur. 1904)
  - Fuller Warren, amerykański prawnik, polityk (ur. 1905)
  - Kiejstut Żemaitis, polski inżynier hutnik, polityk, minister hutnictwa (ur. 1906)
- 1975 – René Thomas, francuski kierowca wyścigowy (ur. 1886)
- 1976 – Franciszek Jop, polski duchowny katolicki, biskup pomocniczy sandomierski, biskup opolski (ur. 1897)
- 1977:
  - Edwarda Orłowska, polska działaczka komunistyczna, polityk, poseł do KRN, na Sejm Ustawodawczy i na Sejm PRL (ur. 1906)
  - Tadeusz Żeromski, polski poeta, kompozytor (ur. 1900)
- 1978 – Gary Chapman, australijski pływak (ur. 1937)
- 1979:
  - Leszek Armatys, polski historyk i krytyk filmowy (ur. 1928)
  - Stanisław Skoneczny, polski pisarz (ur. 1910)
- 1981 – Zofia Vetulani, polska urzędniczka państwowa (ur. 1893)
- 1980 – Dawid Bruski, polski nauczyciel, polityk, senator RP (ur. 1897)
- 1983 – Henryka Królikowska, polska malarka, pedagog, muzealnik (ur. 1901)
- 1985:
  - Stefan Dembicki, francuski piłkarz pochodzenia polskiego (ur. 1913)
  - Teofila Koronkiewicz, polska aktorka (ur. 1901)
- 1986 – Barbara Gilewska, polska aktorka (ur. ?)
- 1987:
  - Homero Expósito, argentyński poeta (ur. 1918)
  - Bob Fosse, amerykański reżyser, aktor, tancerz, choreograf (ur. 1927)
  - Erland Van Lidth, holenderski zapaśnik, aktor pochodzenia holenderskiego (ur. 1953)
- 1988 – Włodzimierz Dworzaczek, polski historyk, heraldyk, genealog (ur. 1905)
- 1989 – Adolf Chronicki, polski aktor (ur. 1912)
- 1990 – Włodzimierz Tadeusz Kowalski, polski prawnik, historyk, wykładowca akademicki (ur. 1934)
- 1991 – Jan Bujak, polski etnograf, muzealnik, publicysta (ur. 1931)
- 1992 – Piotr Moś, polski prawnik, adwokat (ur. 1908)
- 1993 – Kazimierz Zarzycki, polski aktor (ur. 1917)
- 1994:
  - Robert Bloch, amerykański pisarz (ur. 1917)
  - Severino Minelli, szwajcarski piłkarz, trener (ur. 1909)
  - Zbigniew Nienacki, polski pisarz (ur. 1929)
  - Madeleine Renaud, francuska aktorka (ur. 1900)
- 1995:
  - Luigi Bellotti, włoski duchowny katolicki, arcybiskup, nuncjusz apostolski (ur. 1914)
  - František Rauch, czeski pianista, pedagog (ur. 1910)
  - Albrecht Unsöld, niemiecki astrofizyk (ur. 1905)
- 1996:
  - Károly Kárpáti, węgierski zapaśnik (ur. 1906)
  - Karl-Heinz Marsell, niemiecki kolarz torowy (ur. 1936)
- 1997:
  - Murray Burnett, amerykański dramaturg (ur. 1910)
  - Shirley Clarke, amerykańska reżyserka filmowa (ur. 1919)
  - Rudolf Rokl, czeski pianista, kompozytor (ur. 1941)
- 1998 – Héctor Vilches, urugwajski piłkarz (ur. 1926)
- 1999 – Ivan Goff, australijski scenarzysta filmowy (ur. 1910)
- 2000:
  - Václav Migas, czeski piłkarz (ur. 1944)
  - Józef Tomankiewicz, polski pilot szybowcowy (ur. 1912)
  - Boris Żukow, rosyjski chemik, wykładowca akademicki (ur. 1912)
- 2001:
  - Ron Hewitt, walijski piłkarz (ur. 1928)
  - Sara Sztern-Katan, izraelska polityk (ur. 1919)
  - Henryk Tomaszewski, polski aktor, mim, tancerz, reżyser, choreograf (ur. 1919)
- 2002 – John Baptist Wu Cheng-chung, chiński duchowny katolicki, biskup Hongkongu, kardynał (ur. 1925)
- 2003 – Zofia Chądzyńska, polska pisarka, tłumaczka (ur. 1912)
- 2004:
  - Wiesław Machowski, polski aktor (ur. 1921)
  - Tadeusz Mroczek, polski aktor, reżyser teatralny (ur. 1924)
  - Stanisław Pietrasiewicz, polski ekonomista (ur. 1929)
  - Raja Ramanna, indyjski fizyk atomowy (ur. 1925)
- 2005:
  - Jerzy Eysymontt, polski ekonomista, polityk, poseł na Sejm RP, Minister–kierownik CUP, wiceminister gospodarki (ur. 1937)
  - Przemysław Gwoździowski, polski saksofonista, członek zespołów: Czerwono-Czarni i Hagaw (ur. 1936)
- 2006:
  - Malcolm Arnold, brytyjski kompozytor (ur. 1921)
  - Etta Baker, amerykańska wokalistka i gitarzystka bluesowa (ur. 1913)
  - Stefan Macner, polski polityk, poseł na Sejm RP (ur. 1934)
- 2007 – Krzysztof Surlit, polski piłkarz, trener (ur. 1955)
- 2008 – Rudolf Illovszky, węgierski piłkarz, trener (ur. 1922)
- 2009 – Felix Bowness, brytyjski aktor (ur. 1922)
- 2010 – Fernando Riera, chilijski piłkarz (ur. 1920)
- 2012:
  - Andrzej Chłopecki, polski muzykolog, teoretyk, krytyk muzyczny (ur. 1950)
  - Pawieł Graczow, rosyjski generał, polityk, minister obrony (ur. 1948)
  - Radja Jeroszyna, rosyjska biegaczka narciarska (ur. 1930)
  - Albert Ottenweller, amerykański duchowny katolicki, biskup Steubenville (ur. 1916)
  - Corrie Sanders, południowoafrykański bokser (ur. 1966)
- 2013:
  - Vlatko Marković, chorwacki piłkarz, trener, menedżer i działacz piłkarski (ur. 1937)
  - Hugo Raes, belgijski prozaik, poeta (ur. 1929)
  - Stanisław Szozda, polski kolarz szosowy (ur. 1950)
- 2014 – Henryk Glücklich, polski żużlowiec (ur. 1945)
- 2015:
  - Joanna Bojarska-Syrek, polska historyk sztuki, muzealnik (ur. 1950)
  - Dragan Holcer, słoweński piłkarz (ur. 1945)
- 2016:
  - Marcel Artelesa, francuski piłkarz (ur. 1938)
  - Max Mannheimer, niemiecki malarz, więzień obozów koncentracyjnych pochodzenia żydowskiego (ur. 1920)
  - Michel Rousseau, francuski kolarz torowy (ur. 1936)
  - Andrzej Tarkowski, polski biolog (ur. 1933)
- 2017:
  - Wiesław Myśliwiec, polski ekonomista, działacz opozycji antykomunistycznej (ur. 1963)
  - Konrad Nowacki, polski prawnik (ur. 1946)
  - Ireneusz (Semko), ukraiński duchowny prawosławny, metropolita nieżyński i priłucki (ur. 1963)
- 2018:
  - Charles K. Kao, chiński fizyk, wykładowca akademicki, laureat Nagrody Nobla (ur. 1933)
  - Helmut Köglberger, austriacki piłkarz (ur. 1946)
  - Giennadij Ułanow, rosyjski polityk (ur. 1929)
- 2019:
  - Alfred Alvarez, brytyjski poeta, prozaik, krytyk literacki (ur. 1929)
  - Hugette Caland, libańska malarka, rzeźbiarka, projektantka mody (ur. 1931)
  - Nikoła Georgiew, bułgarski filolog, kulturolog, folklorysta, publicysta, wykładowca akademicki (ur. 1937)
  - Robert Hunter, amerykański poeta, piosenkarz (ur. 1941)
  - Krystyna Poklewska, polska historyk literatury, wykładowczyni akademicka (ur. 1933)
  - Artūras Rimkevičius, litewski piłkarz (ur. 1983)
- 2020 – Juliette Gréco, francuska piosenkarka, aktorka (ur. 1927)
- 2021:
  - Kjell Askildsen, norweski pisarz (ur. 1929)
  - Zbigniew Galperyn, polski żołnierz AK, uczestnik powstania warszawskiego, ekonomista, działacz kombatancki, prezes Związku Powstańców Warszawskich (ur. 1929)
  - Edward Janiak, polski duchowny katolicki, biskup pomocniczy wrocławski, biskup kaliski (ur. 1952)
  - Mervyn Taylor, irlandzki prawnik, polityk, minister pracy (ur. 1931)
  - Jorge Liberato Urosa Savino, wenezuelski duchowny katolicki, arcybiskup Caracas, kardynał (ur. 1942)
  - Nino Vaccarella, włoski kierowca wyścigowy (ur. 1933)
- 2022:
  - Louise Fletcher, amerykańska aktorka (ur. 1934)
  - Igor Gorbunow, rosyjski polityk (ur. 1941)
  - Józef Krawczyk, polski samorządowiec, prezydent Oświęcimia (ur. 1950)
  - Franciszek Pieczka, polski aktor (ur. 1928)
- 2023:
  - Víctor Manuel López Forero, kolumbijski duchowny katolicki, biskup Socorro y San Gil, arcybiskup Bucaramanga (ur. 1931)
  - Skadi Walter, niemiecka łyżwiarka szybka (ur. 1964)
- 2024:
  - Giancarlo Crosta, włoski wioślarz (ur. 1934)
  - Rupert Keegan, brytyjski kierowca wyścigowy (ur. 1955)
  - Amadou-Mahtar M’Bow, senegalski geograf, polityk, dyrektor generalny UNESCO (ur. 1921)
  - Alan Vera, kubański zapaśnik (ur. 1990)